# Raión de Kárlivka
Kárlivka (en ucraniano: Ка́рлівський райо́н) es un raión o distrito de Ucrania en el óblast de Poltava. 
Comprende una superficie de 854 km².
La capital es la ciudad de Kárlivka.

## Demografía
Según estimación 2010 contaba con una población total de 36158 habitantes.

## Otros datos
El código KOATUU es 5321600000. El código postal 38100 y el prefijo telefónico +380 5353.